# Tommaso Gulli
Tommaso Gulli (Faenza, 17 novembre 1879 – Spalato, 12 luglio 1920) è stato un militare italiano, decorato di medaglia d'oro al valor militare.

## Biografia
Nato a Faenza da una nobile famiglia calabrese, frequentò l'Accademia navale di Livorno, uscendone col grado di guardiamarina nel 1902.
Come primo incarico fu assegnato all'incrociatore Carlo Alberto, che rappresentò l'Italia all'incoronazione del re Edoardo VII del Regno Unito, proseguendo poi per Kronštadt in occasione della visita di Vittorio Emanuele III in Russia. In questo periodo, il Carlo Alberto fu messo a disposizione di Guglielmo Marconi per una serie di esperimenti radio con l'apparecchiatura Detector.
Passato alla corazzata Lepanto, nel 1904 venne promosso sottotenente di vascello. Successivamente passò sull'ariete corazzato Marco Polo, che fin dal 1898 partecipava a varie missioni esplorative e di supporto nei mari della Cina. Per due anni (1905-1906) Gulli fu assegnato alla Legazione italiana di Pechino.
Tornato in Italia, Gulli fu dapprima imbarcato sulla nave ausiliaria Tevere e successivamente - col grado di tenente di vascello - partecipò alla guerra italo-turca (1911-1912) a bordo dell'incrociatore Varese, impiegato soprattutto nelle operazioni di invio e di sbarco di truppe e materiali in Libia, oltre che in azioni di blocco delle coste africane e di tiro alle postazioni militari ottomane.
Nel corso della prima guerra mondiale fu imbarcato sulla nave da battaglia Regina Margherita che il 12 dicembre 1916 affondò nelle acque di Valona a seguito dell'urto di due mine, perdendo 617 uomini del proprio equipaggio.
Gulli terminò la guerra come comandante della Torpediniera 29 AS - con incarichi prevalentemente di guardia alle coste -, venendo promosso capitano di corvetta nel gennaio del 1918.
Il 1º gennaio 1920 Gulli assunse il comando dell'ariete torpediniere Puglia, impegnato nell'occupazione militare della Dalmazia a seguito del Patto di Londra e delle clausole armistiziali. La nave, principalmente, fu impiegata a Spalato.
Nel pieno della battaglia diplomatica per le sorti della regione - contesa fra l'Italia e il neonato Regno dei Serbi, Croati e Sloveni - la presenza di una nave da guerra italiana nelle acque spalatine fu considerata dalla stampa jugoslava come una provocazione e si susseguirono gli incidenti fra la popolazione slava della città e i marinai italiani.
Nel corso di un tumulto, mai perfettamente chiarito, in cui si contrappose una parte della popolazione di Spalato - con dei militari serbo-croati-sloveni - a un gruppo di militari italiani, l'11 luglio 1920 il comandante Gulli e il fuochista Aldo Rossi vennero colpiti a morte, spirando entrambi nelle prime ore del giorno successivo.
Tommaso Gulli lasciò la moglie Maria Nesci e i tre figli Vincenzo, Agata e Anna.

## La memoria

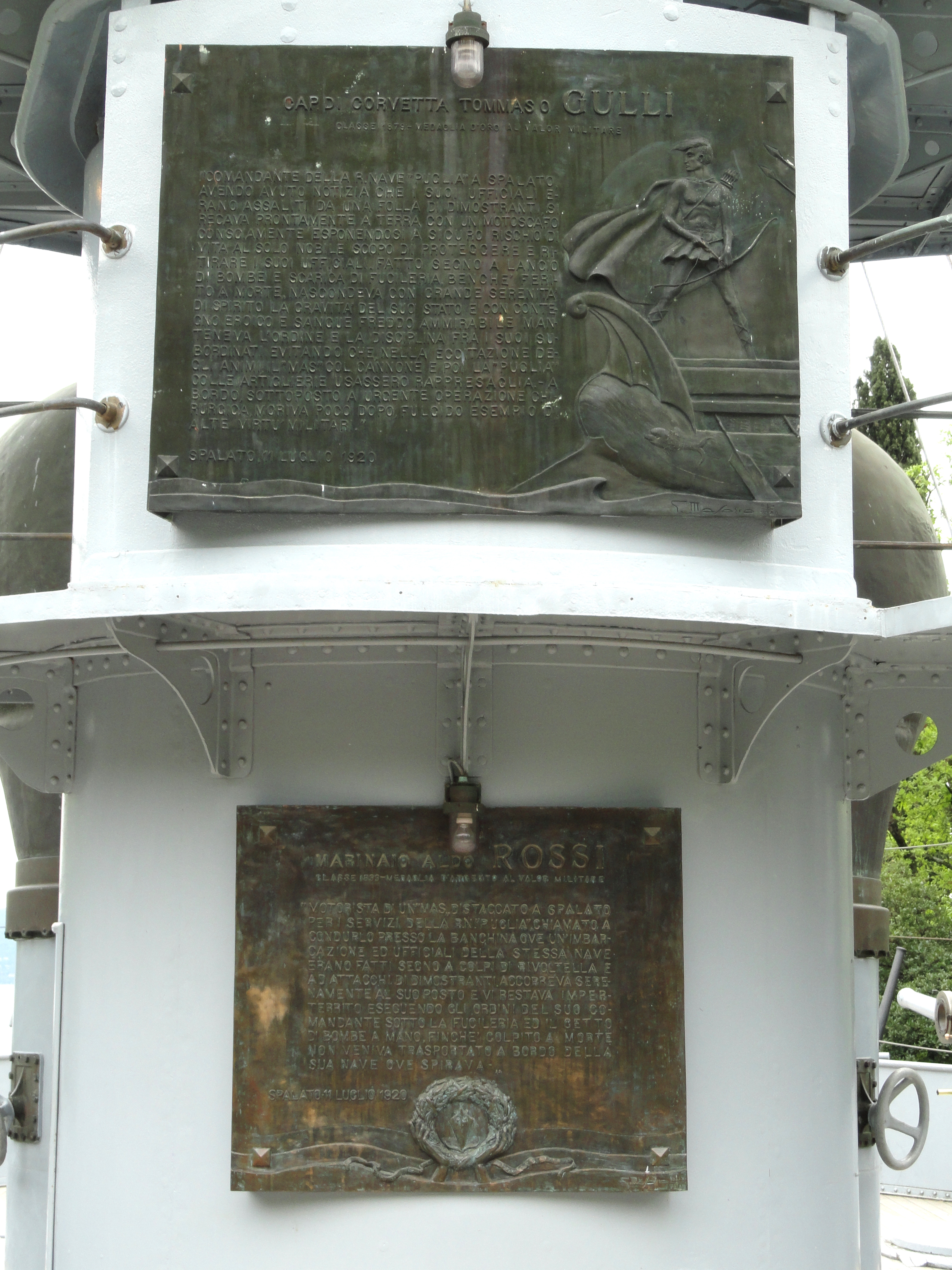
Lapide che ricorda il sacrificio di Gulli e Rossi al Vittoriale degli italiani

Il tumulto di Spalato fu il motivo scatenante dei disordini del 13 luglio 1920, che portarono al rogo del Narodni dom a Trieste. Il nome di Gulli divenne quindi un simbolo nella lotta fra italiani e slavi sulle terre contese dell'Adriatico orientale, utilizzato in seguito anche dal fascismo, che a Tommaso Gulli intitolò nel 1922 la 163 Legione M.V.S.N. di Reggio Calabria.
La nave Puglia nel 1923 venne donata dalla Regia Marina a Gabriele D'Annunzio: la prua venne quindi inserita dal poeta nel parco del Vittoriale degli italiani, simbolicamente rivolta verso l'Adriatico.
Alla memoria del comandante Gulli, il 13 settembre 1931 venne scoperto un busto in marmo nel Parco del Pincio a Roma.
Quando - fra 1941 e 1943 - Spalato venne annessa al Regno d'Italia con la creazione del Governatorato della Dalmazia, il tratto della riva dal quale partirono i colpi che uccisero Gulli e Rossi venne intitolato a Tommaso Gulli, e venne eretto a sua memoria un cippo memoriale. Vie, piazze o rive intitolate a Gulli si trovano in varie città d'Italia, fra le quali Milano, Parma, Ravenna, Rimini, Roma, Torino, Trieste, oltre a diverse località calabresi.
Villa Gulli a Reggio Calabria venne abitata per ultimo dal figlio Vincenzo, che in essa si uccise dandosi fuoco lasciando scritto in un biglietto "ai carnefici di mio padre le mie ceneri". La villa - abbandonata - venne ribattezzata popolarmente Casa dei fantasmi, ritenendo che al suo interno trovassero rifugio le anime di Tommaso e Vincenzo Gulli.

## Onorificenze

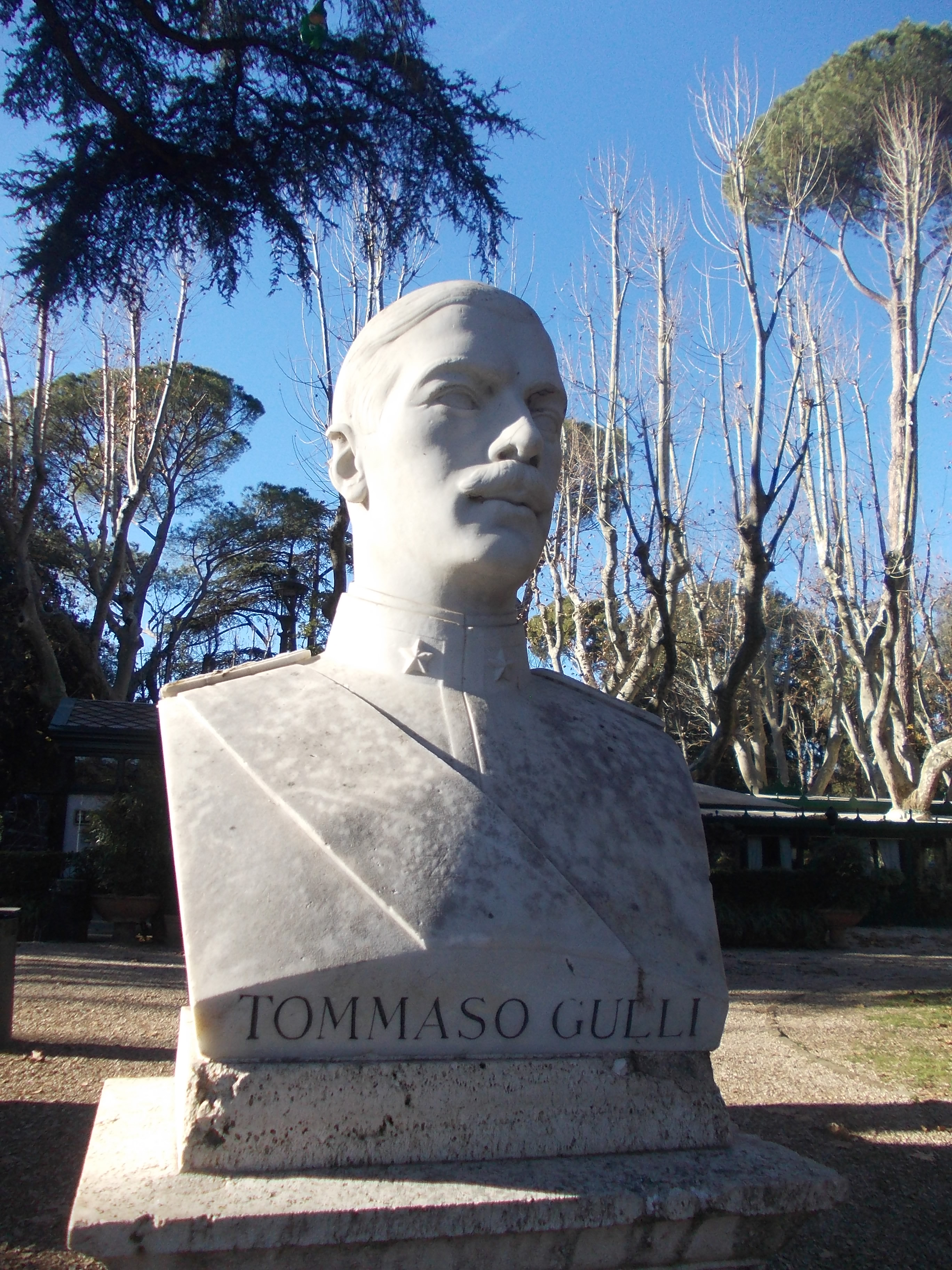
Busto in marmo di Tommaso Gulli al Pincio, Roma